# Zion Prophet
Albums de Takana Zion
- Rappel à l'Ordre
(2009)
Zion prophet est le premier album de Takana Zion. Il est sorti le 18 juin 2007 et a été produit par Manjul au Humble ark. studio à Bamako, au Mali.
En commençant par Oh Jah, une prière sur un rythme nyabinghi, Takana Zion fait preuve d’une tradition rasta très marquée.

## Pistes
1. Oh Jah
2. Depui a Siingé
3. Ematoba
4. La Voie de Mount Zion
5. Sweet Words
6. Conakry
7. Jah Moves with Me
8. I Tan Didi
9. Zion Prophet
10. Des millions de morts
11. Pas soif de gloire
12. Come in My Hands
13. E Oulé Fu
14. Depui a Dub
15. Eamtoba Dub
16. Jah Dub with Me
17. Come in My Dub
18. Dub to Mount Zion
19. Dub to Conakry